# Zee Cine Award/Beste Kostüme
Der Zee Cine Award Best Costume Designing ist eine Kategorie des indischen Filmpreises Zee Cine Award.
Der Zee Cine Award Best Costume Designing wird von der Jury gewählt. Der Gewinner wird in der Verleihung bekanntgegeben. Die Verleihung findet jedes Jahr im März statt.
Liste der Gewinner:
| Jahr | Designer                                                 | Film               |
| ---- | -------------------------------------------------------- | ------------------ |
| 1998 | Pia Benegal                                              | Sardari Begum      |
| 1999 | Manish Malhotra                                          | Kuch Kuch Hota Hai |
| 2000 | Mandira Shukla                                           | Godmother          |
| 2001 |                                                          |                    |
| 2002 |                                                          |                    |
| 2003 | Neeta Lulla, Abu Jani, Sandeep Khoshla und Reza Shariffi | Devdas             |
| 2004 | Munesh Sappel                                            | Pinjar             |
| 2005 | Gaviin C. Miguel                                         | Naach              |
| 2006 | Subarna Rai Chaudhuri                                    | Parineeta          |
| 2007 | Anna Singh und Bindhya Dutta                             | Umrao Jaan         |
| 2008 | Manish Malhotra und Karan Johar                          | Om Shanti Om       |